# Лунинецький повіт

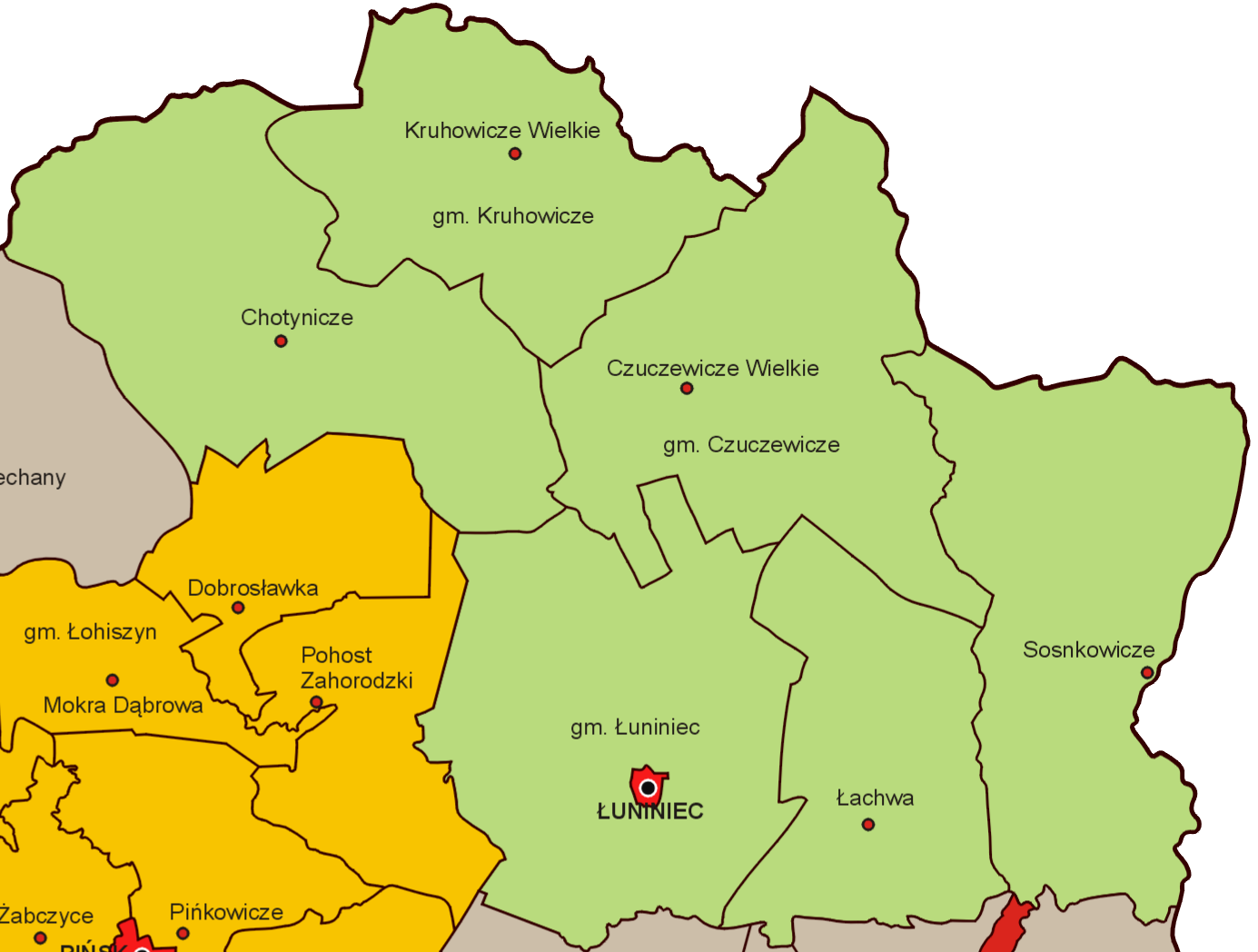
Лунинецький повіт

Лунинецький повіт (пол. Powiat łuniniecki) — історична адміністративно-територіальна одиниця в складі Поліського воєводства II Речі Посполитої.

## Історія
Утворений 7 листопада 1920 р. з частин:
- Пінського повіту — ґміни Лунін, Хотиніче, Доброславка, Погост, Кожангрудек, Плотніца, Столін і Теребєшув
- Мозирського повіту — ґміни Чучевіче, Лахва, Хорск, Давідгрудек і Березув
- Слуцького повіту — ґміни Круховіче і Заостровіче.

Адміністративним центром було місто Лунинець. У склад повіту входило 15 сільських ґмін, 3 міста і 3 містечка.
19 лютого 1921 р. увійшов до складу новоутвореного Поліського воєводства.
1 січня 1923 р. вилучено 5 ґмін до новоутвореного Столінського повіту (Столінська, Плотницька, Теребєжовська, Хорська і Березовська) та 2 до Пінського (Доброславська і Погостська).
Розпорядженням Міністра внутрішніх справ Польщі 23 березня 1928 р. ліквідовано ґміни: Лунін і Кожангрудек, натомість утворено ґміну Лунінєц та переформатовано склад ґмін Лахва, Ленін, Чучевіче.
Розпорядженням Ради Міністрів Польщі 15 травня 1937 р. з Пінського повіту до Лунинецького передані вилучені:
- з сільської ґміни Погост Зогородзкі фільварок Ляховець — до ґміни Лунінєц
- з сільської ґміни Доброславка село і фільварок Задуб'я — до ґміни Хотиніче[3].

## Адміністративний поділ

### Сільські гміни
- гміна Березув (до 1922)
- гміна Хорск (до 1922)
- гміна Хотиніче
- гміна Чучевіче
- гміна Доброславка (до 1922)
- гміна Кожангрудек (до 1928)
- гміна Круховіче
- гміна Ленін (з 1939 — гміна Сосонковіче)
- гміна Лахва
- гміна Лунін (до 1928)
- гміна Лунінєц (від 1928)
- гміна Плотніца (до 1922)
- гміна Погост Загородни (до 1922)
- гміна Столін (до 1922)
- гміна Теребєшув (до 1922)
- гміна Заостровіче (до 1926)

### Міста
- Давид-Городок (до 1922)
- Городно (до 1922)
- Кожан-Городок
- Лахва
- Лунинець
- Столін (до 1922)

## У складі СРСР
Включений Указом Президії Верховної Ради СРСР від 4 грудня 1939 р. до складу новоствореної Пінської області. Ліквідований 15 січня 1940 р. з поділом на Ганцевицький, Ленінський і Лунінецький райони. Під час німецької окупації територія була включена до Пінського ґебіту Генеральної округи Волинь-Поділля Райхскомісаріату Україна, тобто німці визнавали повіт українською етнічною територією.